# 安部信盛
安部 信盛（あんべ のぶもり）は、安土桃山時代から江戸時代初期にかけての武将、大名。徳川氏の家臣。武蔵国岡部藩初代藩主。官位は従五位下・摂津守。

## 経歴
遠江国浜松出身。安部信勝の子。慶長5年（1600年）、父・信勝が死去し家督と5,200石の所領を継承する。
同年の関ヶ原の戦いでは本多正信隊に属して下野国小山にまで参陣した。慶長10年（1605年）には徳川秀忠の将軍宣下のための上洛に従っている。慶長19年（1614年）からの大坂の陣には冬、夏とも参陣し、その功績により元和2年（1616年）には御徒頭に任じられた。
元和5年（1619年）、秀忠の上洛に従い、このとき摂津守に任じられた。元和6年（1620年）、秀忠の娘・和子の入内に参列する。寛永13年（1636年）、4,000石を加増され、合計9,200石となった。慶安2年（1649年）、大坂城番となり、このときに摂津において1万石を与えられ大名となった。なお、所領は計1万9,200石であったが、領地は武蔵国・摂津国・三河国・下野国に分散していた。寛文2年（1662年）に隠居し、家督を長男・信之に譲った。
延宝元年（1673年）11月27日、死去。

## 系譜
父母
- 安部信勝（父）
- 水野忠重の娘（母）

正室
- 清元院 ー 徳川家康養女、保科正直の娘

子女
- 安部信之（長男）生母は清元院（正室）
- 安部信孝
- 安部貞信
- 安部信政
- 安部信秀
- 安部信重
- 安部信直
- 小出有棟正室
- 向井忠宗室
- 服部正勝室
- 仙石久信正室